# André-Louis Debierne

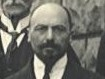
Foto uit 1922

André-Louis Debierne (Parijs, 14 juli 1874 - aldaar, 31 augustus 1949) was een Frans chemicus en de ontdekker van het element actinium.
Debierne, een student van Charles Friedel, was een vriend van Pierre en Marie Curie en was betrokken bij hun werk. In 1899 ontdekte hij het radioactieve element actinium, als resultaat van continuering van het werken met pitchblende dat de Curies waren begonnen.
Na de dood van Pierre Curie in 1906, hielp Debierne Marie Curie verder en werkte met haar samen met onderwijzen en research.
In 1910 maakte hij en Marie Curie radium in metaalvorm in zichtbare aantallen. Zij hielden het echter niet als metaal. Na gedemonstreerd te hebben dat het als metaal bestaat, als wetenschappelijke curiositeit, converteerden zij het in samenstellingen waarmee zij hun onderzoek konden voortzetten.